# Palmse
Palmse es un pueblo ubicado en el municipio de Haljala, en el condado de Lääne-Viru, Estonia.

## Superficie
Posee una superficie de 10,34 kilómetros cuadrados.

## Demografía
Hasta 2021 la población era de 50 habitantes, con una densidad de población de 4,837 habitantes por kilómetro cuadrado.